# Xã Gilkey, Quận Yell, Arkansas
Xã Gilkey (tiếng Anh: Gilkey Township) là một xã thuộc quận Yell, tiểu bang Arkansas, Hoa Kỳ. Năm 2010, dân số của xã này là 215 người.